# X2 (protokoll)
X2 är en standard utvecklad av US Robotics för överföring av information via en telefonförbindelse med hjälp av ett modem. Formatet konkurrerade med k56flex-standarden fram till 1999, då V.90-standarden antogs. X2 var bättre standardiserat än k56flex och var trots en något lägre maximal överföringshastighet genomsnittligt snabbare än k56flex. Överföringshastigheten var 56 kilobit per sekund vid mottagning respektive 33  kilobit per sekund vid sändning.